# The Dazzling Miss Davison
The Dazzling Miss Davison è un film muto del 1917 diretto da Frank Powell. Uscito il 18 giugno 1917, il film è tratto dal racconto The Dazzling Miss Davison di Florence Warden (Londra, 1908).

## Trama
Gerard Buckland, un giovanotto della buona società, è attratto in strada dalla vista di una bella sconosciuta. Ma la ragazza sparisce al suo sguardo dopo aver ricevuto di nascosto un collier di diamanti da un uomo misterioso.
Gerard la incontra per caso durante un ricevimento a casa di un amico: la signorina Davison intrattiene gli altri ospiti non solo con una conversazione sciolta e brillante, ma anche con un gioco. Quello di sottrarre con estrema abilità qualcosa dalle tasche degli altri per poi restituire il tutto con una giocosa risata.
La ragazza dichiara di essere una designer, ma Gerald è convinto - invece - che possa essere una cleptomane o, addirittura, una ladra in combutta con l'anziano uomo misterioso.
In realtà, miss Davison è una brava investigatrice e l'uomo misterioso è il suo capo: insieme, stanno indagando su una serie di furti. Alla festa dei van Santen, i due smascherano i padroni di casa come una gang internazionale di ladri e, con le prove accumulate, li arrestano. Gerald deve ricredersi sulla ragazza e, felice di aver fugato ogni sospetto, inizia a corteggiarla con entusiasmo.

## Produzione
Il film fu prodotto dalla Frank Powell Producing Corporation

## Distribuzione
Distribuito dalla Mutual Film, uscì nelle sale cinematografiche USA il 18 giugno 1917.